# Tiktaalik
Tiktaalik – rodzaj ryb mięśniopłetwych z grupy Tetrapodomorpha. Nazwa pochodzi z Inuktitut – języka Inuitów, ludu eskimoskiego zamieszkującego wyspę, na której znaleziono skamielinę zwierzęcia; oznacza „dużą rybę słodkowodną”.
Skamieniałości tego kręgowca sprzed 375 milionów lat (późny dewon – czwarty okres ery paleozoicznej) znaleziono na początku roku 2006, w osadzie dna rzeki na Wyspie Ellesmere’a w arktycznej części Kanady. Wiele wskazuje na to, że może ona stanowić tzw. formę przejściową pomiędzy rybami i płazami, ponieważ wykazuje cechy charakterystyczne dla obu tych gromad kręgowców. To drapieżne zwierzę żyło na płyciznach rzek tropikalnych (w tamtym okresie połączony kontynent euroamerykański był położony w strefie tropikalnej).

Kręgowce charakterystyczne dla późnego dewonu: ryby mięśniopłetwe i czworonogi ziemnowodne.
Z mięśniopłetwych ryb takich jak eustenopteron wyewoluowały ich następcy Panderichthys, które mogły oddychać powietrzem atmosferycznym na mulistych płyciznach, następnie pojawił się Tiktaalik, który przy pomocy kończynopodobnych płetw mógł wychodzić na ląd, poprzedzając pierwsze czworonogi takie jak akantostegi, których stopy miały po osiem palców, i ichtiostegi z rozwiniętymi kończynami, buszujące w chwastach porastających nabrzeżne mokradła. Mięśniopłetwe ryby wyewoluowały także w latimerie (Coelacanthidae), które przetrwały do dziś.

Odkrycie środkowodewońskich tropów tetrapodów, starszych od tiktaalika o około 18–20 mln lat, sugeruje, że był on boczną gałęzią ewolucyjną Sarcopterygii.

## Budowa ciała i sposób poruszania się

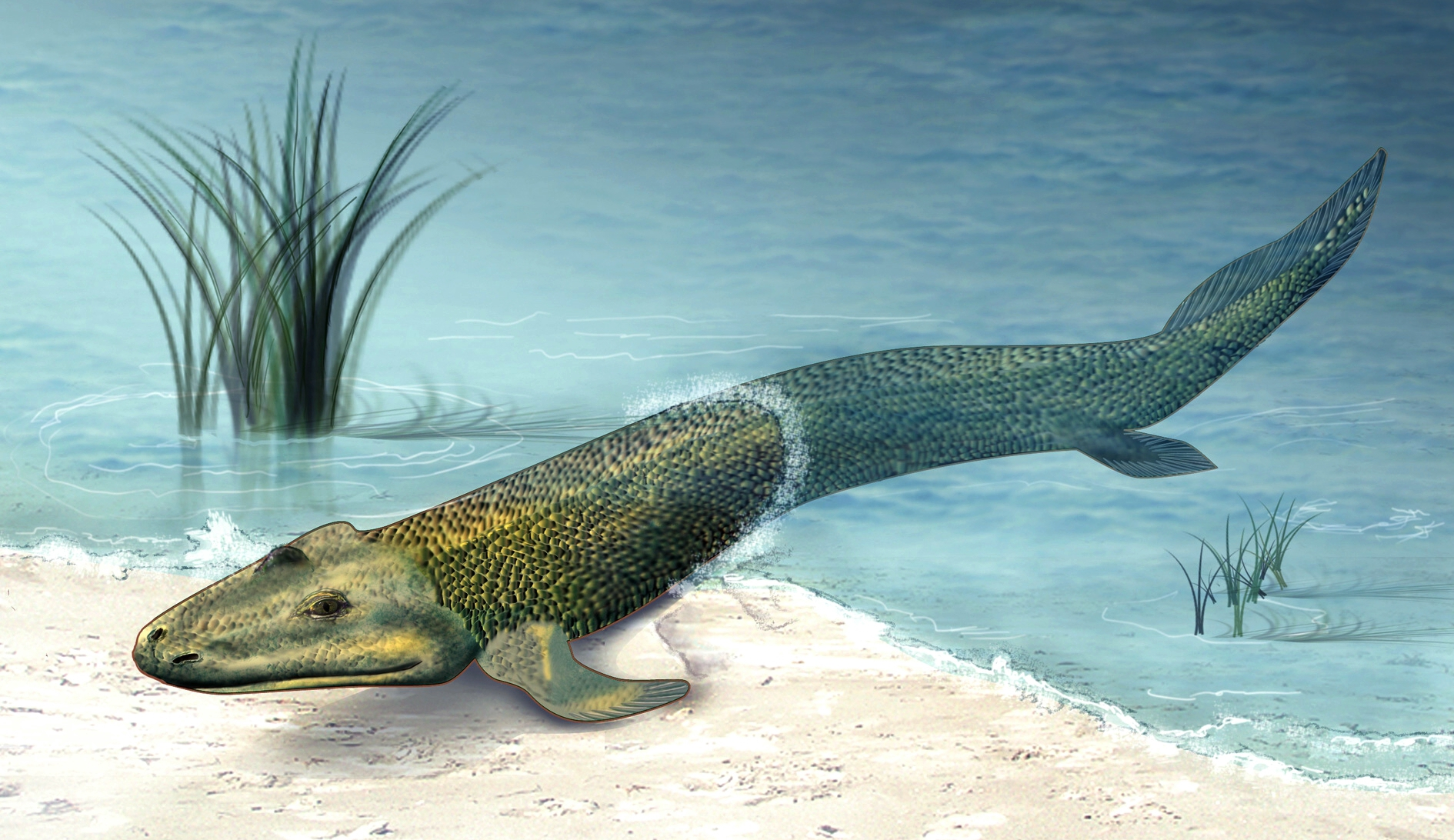
Artystyczna próba rekonstrukcji sposobu życia i poruszania się zwierzęcia

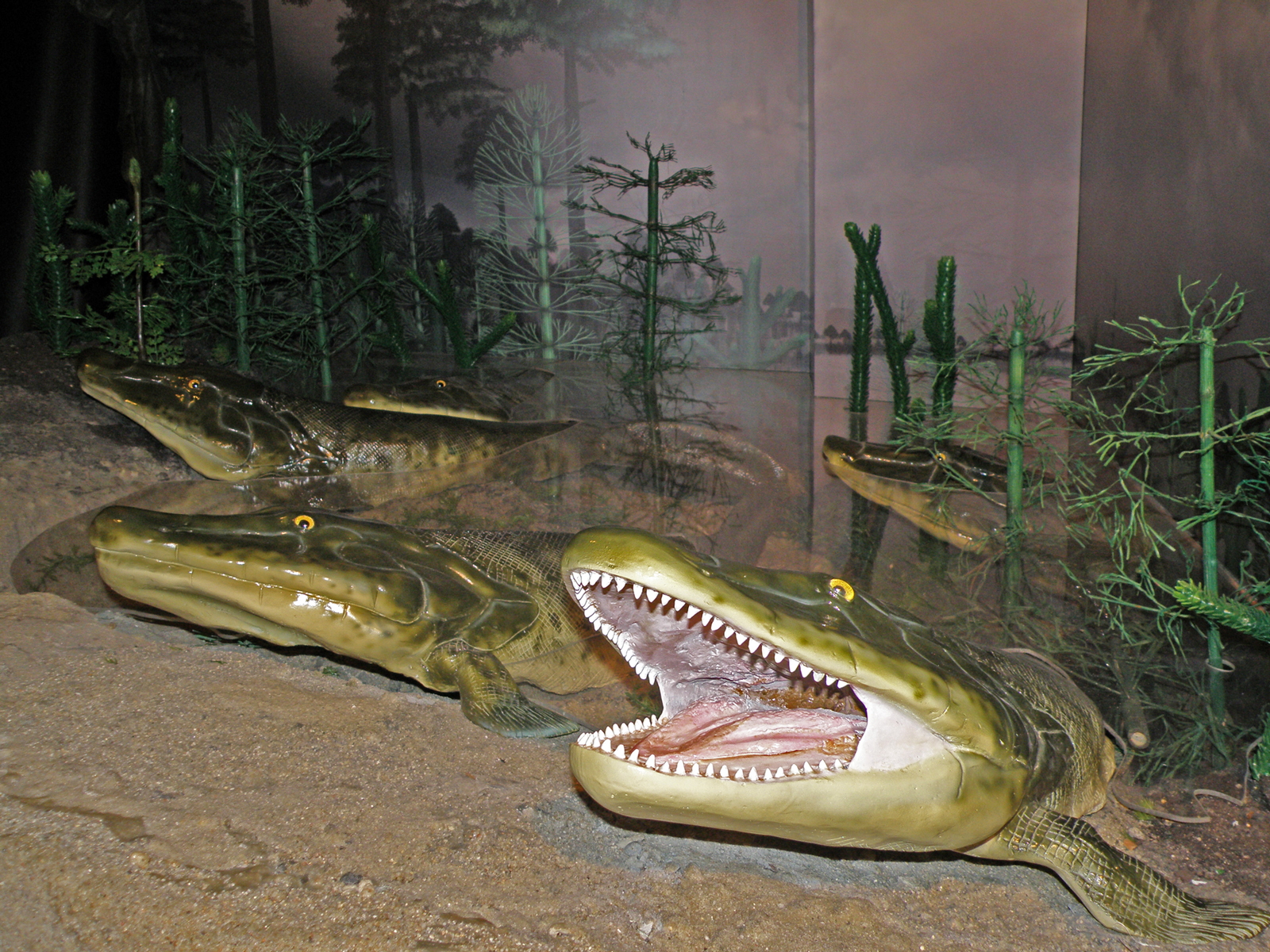
Tiktaalik, rekonstrukcja rzecznego bagna (Muzeum Ewolucji PAN)

Długość ciała zwierzęcia wynosiła od 1 do 3 metrów. Było ono walcowate i zakończone podobną do krokodylej głową.
Tiktaalik miał płetwy piersiowe zbudowane w taki sposób, że mogły się one zginać w połowie. Chociaż bardziej przypominały płetwy niż łapy z palcami, umożliwiały jednak zwierzęciu poruszanie się w płaszczyznach pionowej i poziomej, a także obrót.
Zwierzę miało szyję (a nie, tak jak w przypadku ryb, nieruchomą głowę zrośniętą z tułowiem), głowę z trójkątną czaszką (charakterystyczną dla wczesnych płazów) i oczy umieszczone na szczycie głowy, a nie po bokach. Sugeruje to, że zwierzę to sporo czasu spędzało w płytkiej wodzie. Układ kostny „płazoryby” miał nietypową budowę: w przekroju widać bark, łokieć oraz wczesną wersję kości nadgarstka. Dzięki tym wczesnym elementom układu kostnego, zwierzę mogło spędzać sporo czasu także na lądzie. W budowie ciała nie obserwuje się spłaszczenia bocznego (charakterystycznego dla ryb) jest za to spłaszczenie grzbietowo-brzuszne (typowe dla płazów). Chociaż Tiktaalik miał skrzela, to nie miał już pokryw skrzelowych i całkiem prawdopodobne jest, że miał także płuca. Ciało zwierzęcia pokryte było łuskami.
Zwierzę prawdopodobnie część czasu spędzało w wodzie, mogąc także chodzić na płetwo-łapach po dnie rzeki. Wychodziło także na dłuższe piesze „wycieczki” w pobliżu bagnistego brzegu rzeki.

## Galeria skamieniałości

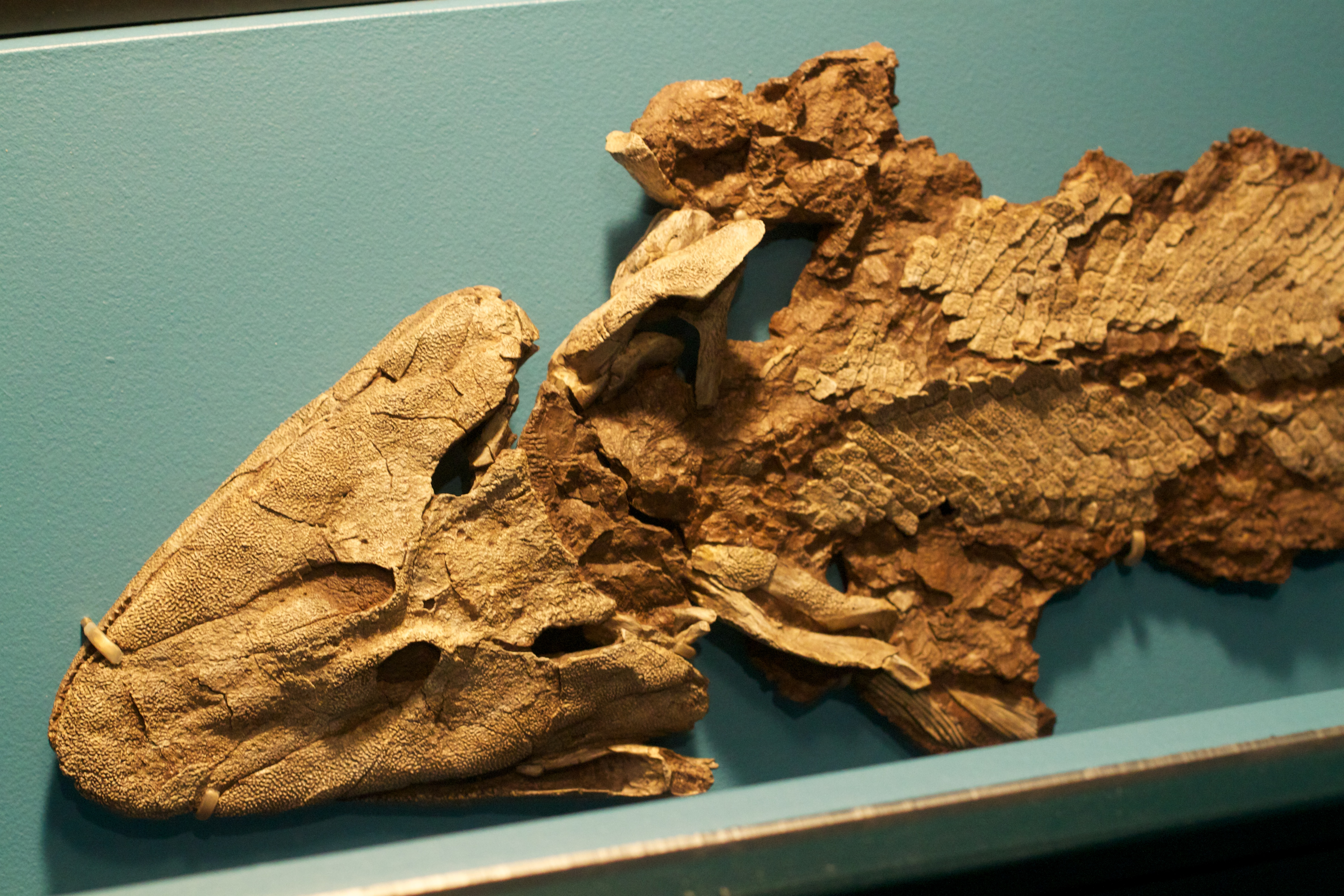
Znaleziona skamieniałość
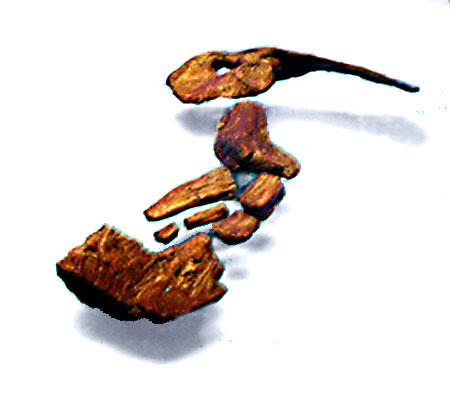
Odlew kończyny tiktaalika (patrząc od końca płetwy w kierunku ramienia)
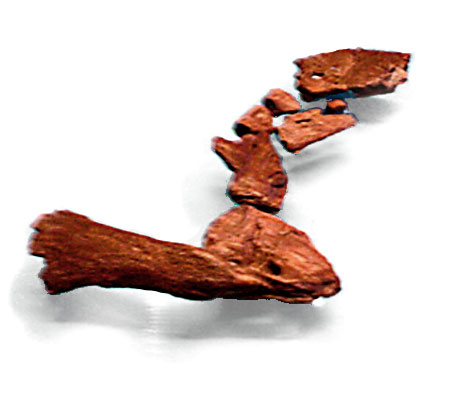
Odlew kończyny tiktaalika (patrząc od strony ramienia w kierunku płetwy)
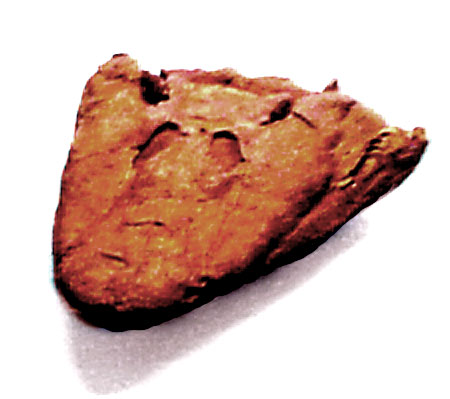
Odlew głowy tiktaalika (część czołowa)
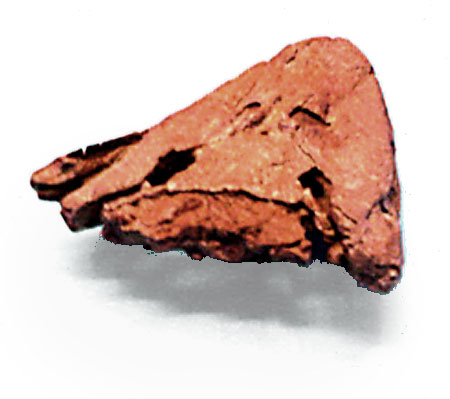
Odlew głowy tiktaalika (część tylna)
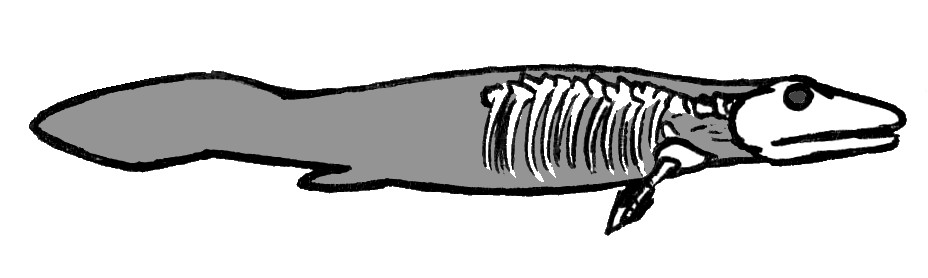
Położenie znalezionych skamieniałości w ciele tiktaalika